# Arturo Soria
Arturo Soria – stacja metra w Madrycie, na linii 4. Znajduje się w dzielnicy Ciudad Lineal, w Madrycie i zlokalizowana jest pomiędzy stacjami Esperanza i Avenida de la Paz. Została otwarta 5 maja 1979.